# 120 End Street
Le 120 End Street est un gratte-ciel situé dans le quartier de Hillbrow, à Johannesburg en Afrique du Sud.